# Gastrosporium
Gastrosporium is een geslacht van schimmels behorend tot de familie Gastrosporiaceae.

## Soorten
Volgens Index Fungorum omvat het geslacht de volgende drie soorten (peildatum maart 2022):
| Soortnaam                | Auteur(s)                        | Publicatiejaar |
| ------------------------ | -------------------------------- | -------------- |
| Gastrosporium asiaticum  | Dörfelt & Bumžaa                 | 1986           |
| Gastrosporium gossypinum | T. Kasuya, S. Hanawa & K. Hosaka | 2020           |
| Gastrosporium simplex    | Mattir.                          | 1903           |